# Val de Drôme
Pour l’article homonyme, voir Communauté de communes du Val de Drôme pour l'article sur l'intercommunalité de la Drôme.
Val de Drôme est une commune située dans le département du Calvados en région Normandie.
Elle est créée le 1er janvier 2017 sous le statut de commune nouvelle française par la fusion de Sept-Vents, Dampierre, La Lande-sur-Drôme et Saint-Jean-des-Essartiers, qui deviennent ses communes déléguées.

## Géographie

### Localisation
Val de Drôme est une commune normande située aux confins du Bessin, du Bocage virois et du pays saint-lois.
Elle se trouve dans l'aire d'attraction de Caen et dans sa zone d'emploi, et dans le bassin de vie de Villers-Bocage.

### Communes limitrophes
Les communes limitrophes sont Le Perron, Caumont-sur-Aure, Cahagnes, Les Loges, Saint-Pierre-du-Fresne, Souleuvre en Bocage, Saint-Amand-Villages et Biéville.
|                               | Caumont-sur-Aure    |                                  |
| Le Perron Biéville (Manche)   | Val de Drôme        | Cahagnes                         |
| Saint-Amand-Villages (Manche) | Souleuvre en Bocage | Les Loges Saint-Pierre-du-Fresne |

### Hydrographie

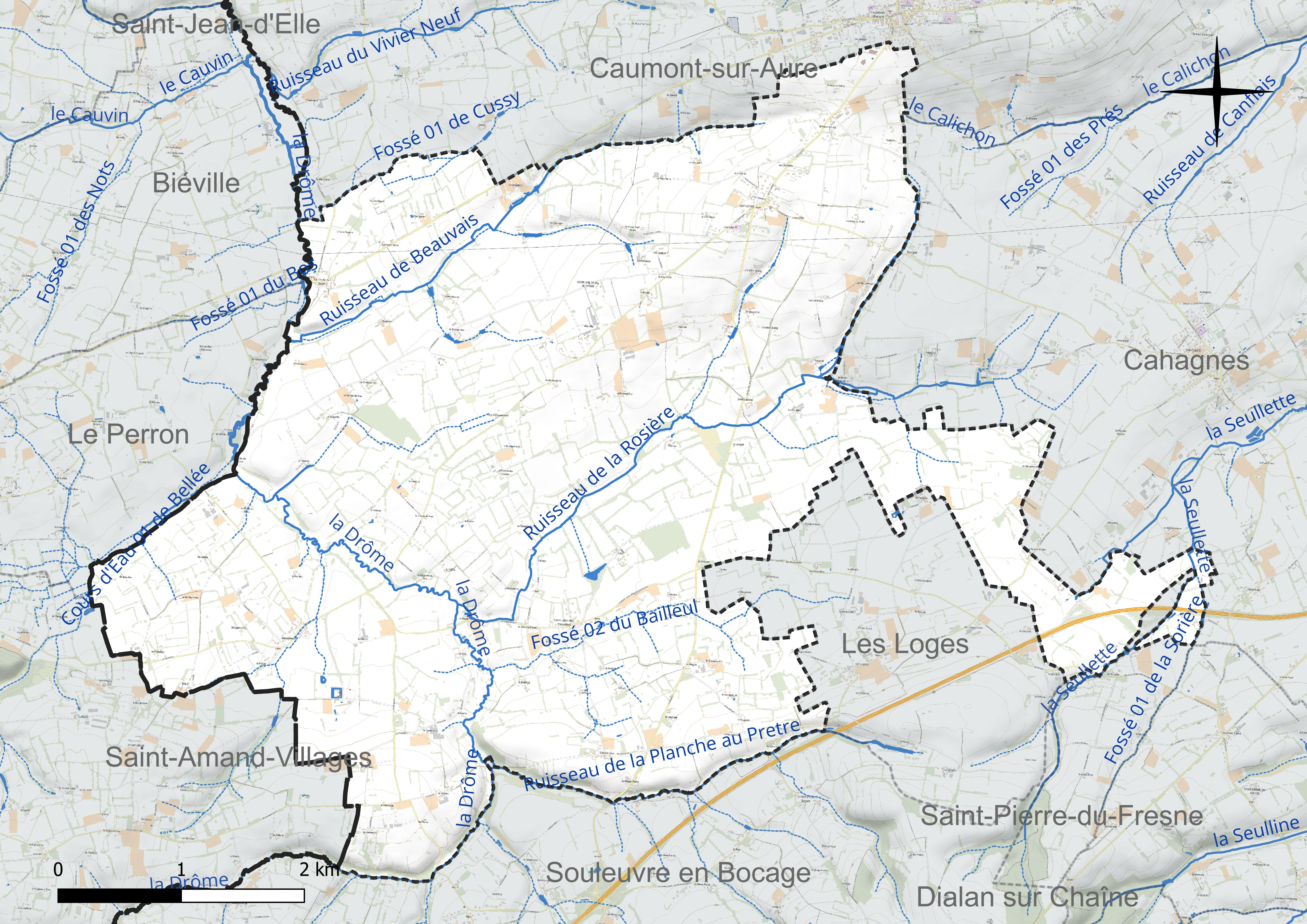
Réseau hydrographique de Val de Drôme.

La commune est située dans le bassin Seine-Normandie.
Elle est drainée par la Drome, la Seullette, le fossé 01 de la Sorière, le cours d'eau 01 de Vauvrecy, le cours d'eau 02 de Vauvrecy, le ruisseau de la Planche au Pretre, le fossé 02 du Bailleul, le ruisseau de la Rosière, le cours d'eau 01 de Beauval, le fossé 02 de la Ferme Neuve, le fossé 01 de la Monerie, le cours d'eau 01 de Bellée, le fossé 01 de la Ferme de la Lande, le ruisseau de Beauvais, le fossé 14 du Manoir, le fossé 01 de Cussy et divers autres petits cours d'eau,.
La Drôme, d'une longueur de 58 km, prend sa source dans la commune de Souleuvre en Bocage et se jette  dans l'Aure à Maisons, après avoir traversé 26 communes.

### Climat
Pour des articles plus généraux, voir Climat de la Normandie et Climat du Calvados.
En 2010, le climat de la commune est de type climat océanique franc, selon une étude du CNRS s'appuyant sur une série de données couvrant la période 1971-2000. En 2020, Météo-France publie une typologie des climats de la France métropolitaine dans laquelle la commune est exposée à un climat océanique et est dans la région climatique Normandie (Cotentin, Orne), caractérisée par une pluviométrie relativement élevée (850 mm/a) et un été frais (15,5 °C) et venté. Parallèlement le GIEC normand, un groupe régional d'experts sur le climat, différencie quant à lui, dans une étude de 2020, trois grands types de climats pour la région Normandie, nuancés à une échelle plus fine par les facteurs géographiques locaux. La commune est, selon ce zonage, exposée à un « climat contrasté des collines », correspondant au Bocage normand, bien arrosé, voire très arrosé sur les reliefs les plus exposés au flux d'ouest, et frais en raison de l'altitude.
Pour la période 1971-2000, la température annuelle moyenne est de 10,4 °C, avec  une amplitude thermique annuelle de 12 °C. Le cumul annuel moyen de précipitations est de 1 005 mm, avec 14,1 jours de précipitations en janvier et 8,7 jours en juillet. Pour la période 1991-2020, la température moyenne annuelle observée sur la station météorologique la plus proche, située sur la commune de Caumont-sur-Aure à 2 km à vol d'oiseau, est de 11,3 °C et le cumul annuel moyen de précipitations est de 914,1 mm,. Pour l'avenir, les paramètres climatiques de la commune estimés pour 2050 selon différents scénarios d'émission de gaz à effet de serre sont consultables sur un site dédié publié par Météo-France en novembre 2022.

## Urbanisme

### Typologie
Au 1er janvier 2024, Val de Drôme est catégorisée commune rurale à habitat très dispersé, selon la nouvelle grille communale de densité à 7 niveaux définie par l'Insee en 2022.
Elle est située hors unité urbaine. Par ailleurs la commune fait partie de l'aire d'attraction de Caen, dont elle est une commune de la couronne,. Cette aire, qui regroupe 296 communes, est catégorisée dans les aires de 200 000 à moins de 700 000 habitants,.

### Occupation des sols

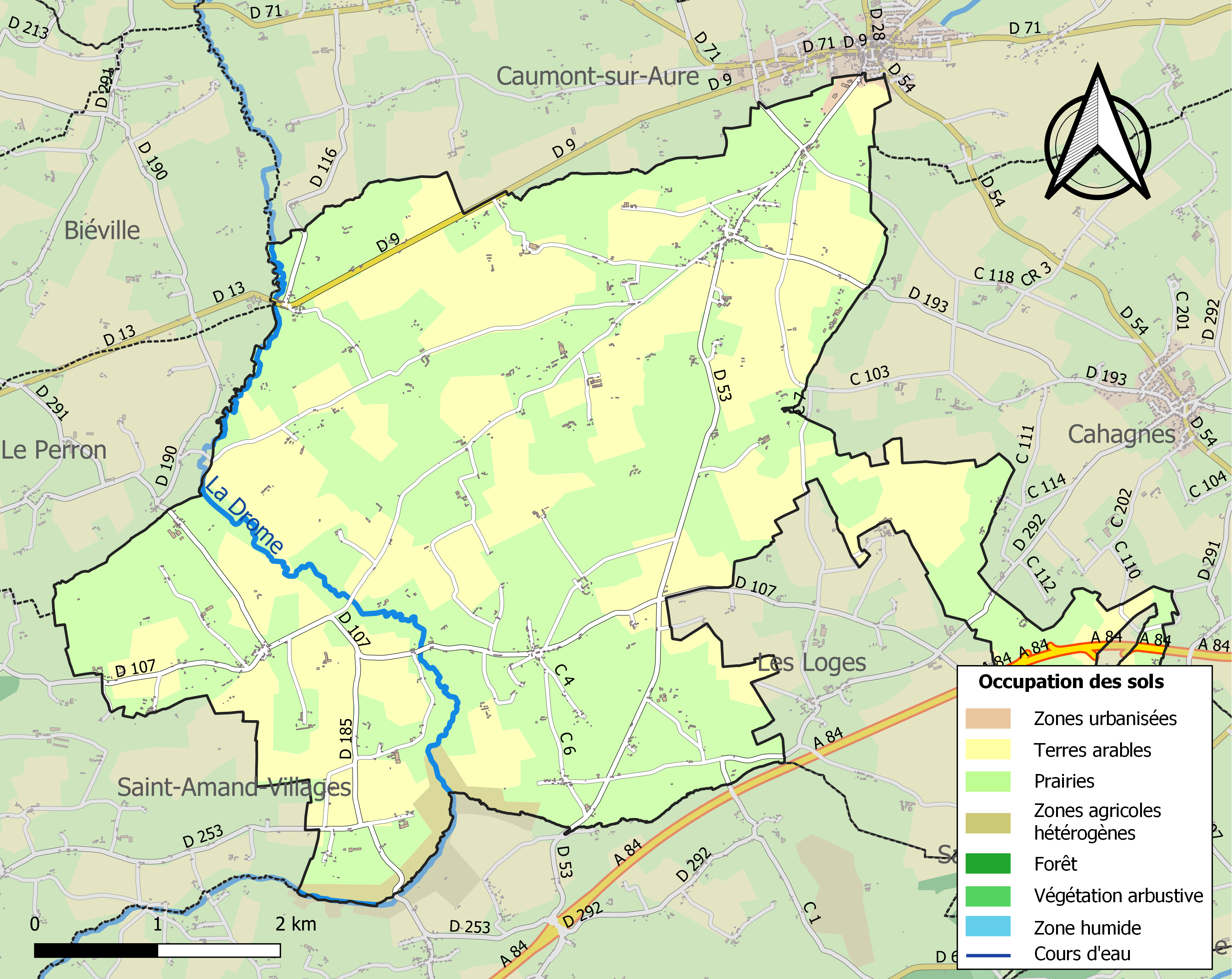
Carte des infrastructures et de l'occupation des sols de la commune en 2018 (CLC).

## Toponymie
Le nom de la localité associe le mot Val à la rivière la Drôme.

## Histoire
La commune nouvelle de Val de Drôme est créée le 1er janvier 2017 sur la demande des quatre conseils municipaux de Dampierre, La Lande-sur-Drôme, Saint-Jean-des-Essartiers et Sept-Vents par un arrêté préfectoral du 28 septembre 2016. Les quatre anciennes communes deviennent des communes déléguées de la commune nouvelle,.
Son chef-lieu est fixé à Sept-Vents.

## Politique et administration

### Rattachements administratifs et électoraux
La commune se trouve depuis sa création  dans l'arrondissement de Vire du département du Calvados. Auparavant, Dampierre et  Saint-Jean-des-Essartiers faisaient déjà partie de cet arrondissement, mais La Lande-sur-Drôme et Sept-Vents faisaient partie de l'arrondissement de Bayeux.
Pour les élections départementales, la commune fait partie depuis 2014 du canton des Monts d'Aunay.
Pour l'élection des députés, les électeurs sont répartis entre deux circonscriptions : ceux de La Lande-sur-Drôme et de Sept-Vents, qui relevaient de l'ancien canton de Caumont-l'Éventé votent dans la cinquième circonscription du Calvados et ceux de Dampierre et de Saint-Jean-des-Essartiers, intégrés dans l'ancien canton d'Aunay-sur-Odon, votent dans la sixième circonscription du Calvados,.

### Intercommunalité
Val de Drôme est membre de la communauté  de communes Pré-Bocage Intercom, un établissement public de coopération intercommunale (EPCI) à fiscalité propre créé en 2017 et auquel la commune a transféré un certain nombre de ses compétences, dans les conditions déterminées par le code général des collectivités territoriales.
Cette intercommunalité a été constituée dans le cadre des dispositions de la loi portant nouvelle organisation territoriale de la République du 7 août 2015, qui prévoit que les établissements publics de coopération intercommunale (EPCI) à fiscalité propre doivent avoir un minimum de 15 000 habitants, par la fusion le 1er janvier 2017 de plusieurs intercommunalités, dont la communauté de communes Aunay-Caumont-Intercom dont étaient membres les anciennes communes constituant Val de Drôme.

### Liste des maires
| Période       | Période                       | Identité            | Étiquette | Qualité |
| ------------- | ----------------------------- | ------------------- | --------- | --- |
| janvier 2017  | juillet 2020                  | Sylvie Lenourrichel | DVD       | Maire de La Lande-sur-Drôme (1983 → 2017) Conseillère générale de Caumont-L'Éventé (1998 → 2015) Conseillère départementale des Monts-d'Aunay (2015 → 2025) Vice-présidente du conseil départemental du Calvados (2015 → 2025) |
| juillet 2020, | En cours (au 13 janvier 2025) | Michel Leforestier  |           | Retraité de l'Éducation nationale Maire-délégué de Saint-Jean-des-Essartiers (2017 → 2020) |

Les maires délégués pour la mandature 2020-2026 sont : 
- Sept-Vents :  Michel Delaroque ;
- Dampierre : Valéry Jourdain ;
- La Lande-sur-Drôme : Stéphane Moisseron.

## Équipements et services publics

### Enseignement
La commune dispose d'une école maternelle à Saint-Jean-des-Essartiers et d'une école élémentaire à Sept-Vents.

## Population et société

### Démographie
La population des anciennes communes puis de la commune nouvelle est connue par les recensements menés régulièrement par l'Insee. Ces chiffres concernent le territoire de l'actuelle commune nouvelle.
En 2025, la commune nouvelle comptait 895 habitants.
| 1968 | 1975 | 1982 | 1990 | 1999 | 2006 | 2011 | 2016 | 2022 |
| ---- | ---- | ---- | ---- | ---- | ---- | ---- | ---- | ---- |
| 890  | 787  | 732  | 684  | 694  | 742  | 801  | 847  | 895  |

## Économie
Il convient de se reporter aux articles consacrés aux anciennes communes fusionnées.

## Culture locale et patrimoine

### Lieux et monuments
On peut signaler :
- À Dampierre : 
  - Le château de Dampierre  Inscrit MH (1928, partiellement)[41], bâti en 1610 en pierre, brique et granit sur les bases d’un premier château féodal, est une propriété dont des parties peuvent être louées pour des manifestations privées et des réceptions. Il est entouré de douves, entouré de belles tours, et  a une façade colorée. Ses propriétaires sont, avant la Révolution française et lors de la Restauration, les Longanay qui le conservent jusqu'en 1930. Lors de la Seconde Guerre mondiale, il est occupé par l'armée allemande et sert d'écurie, puis, lors des combats de la libération de la France, il est bombardé et sa toiture détruite. Il est revendu dans les années 1970 à une société suédoise, qui en fait un hôtel de luxe, puis cédé au propriétaire actuel, Jean-Claude Cherrier. Le château a été très remanié au début du XIXe siècle (reconstruction du pavillon central), puis dans les années 1970
Il comprend également  un colombier et une porterie probablement réalisés par l'architecte François Gabriel, tous deux  Classé MH (2000, partiellement){[41],[42],[43].

Le château de Dampierre
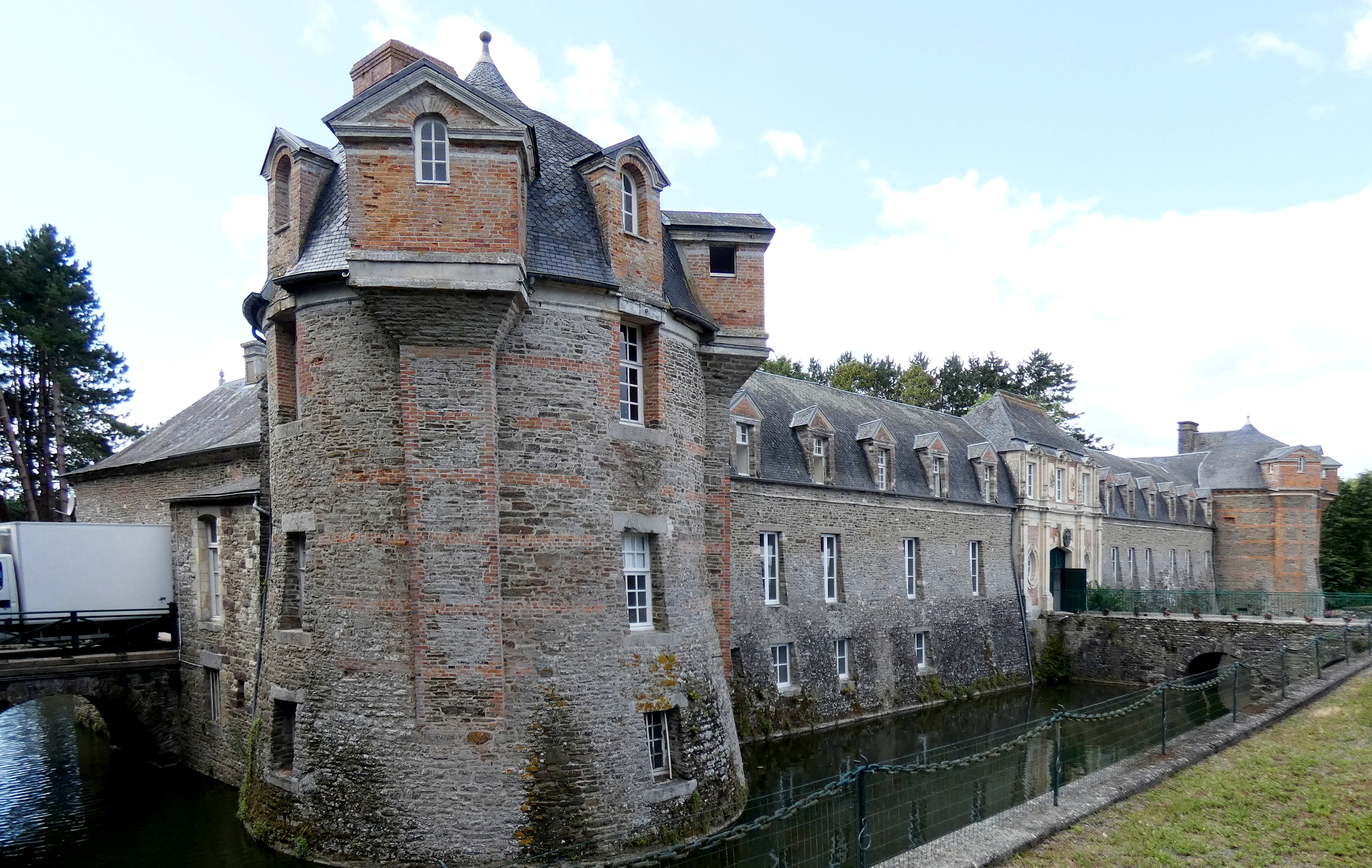
Le château et ses douves.
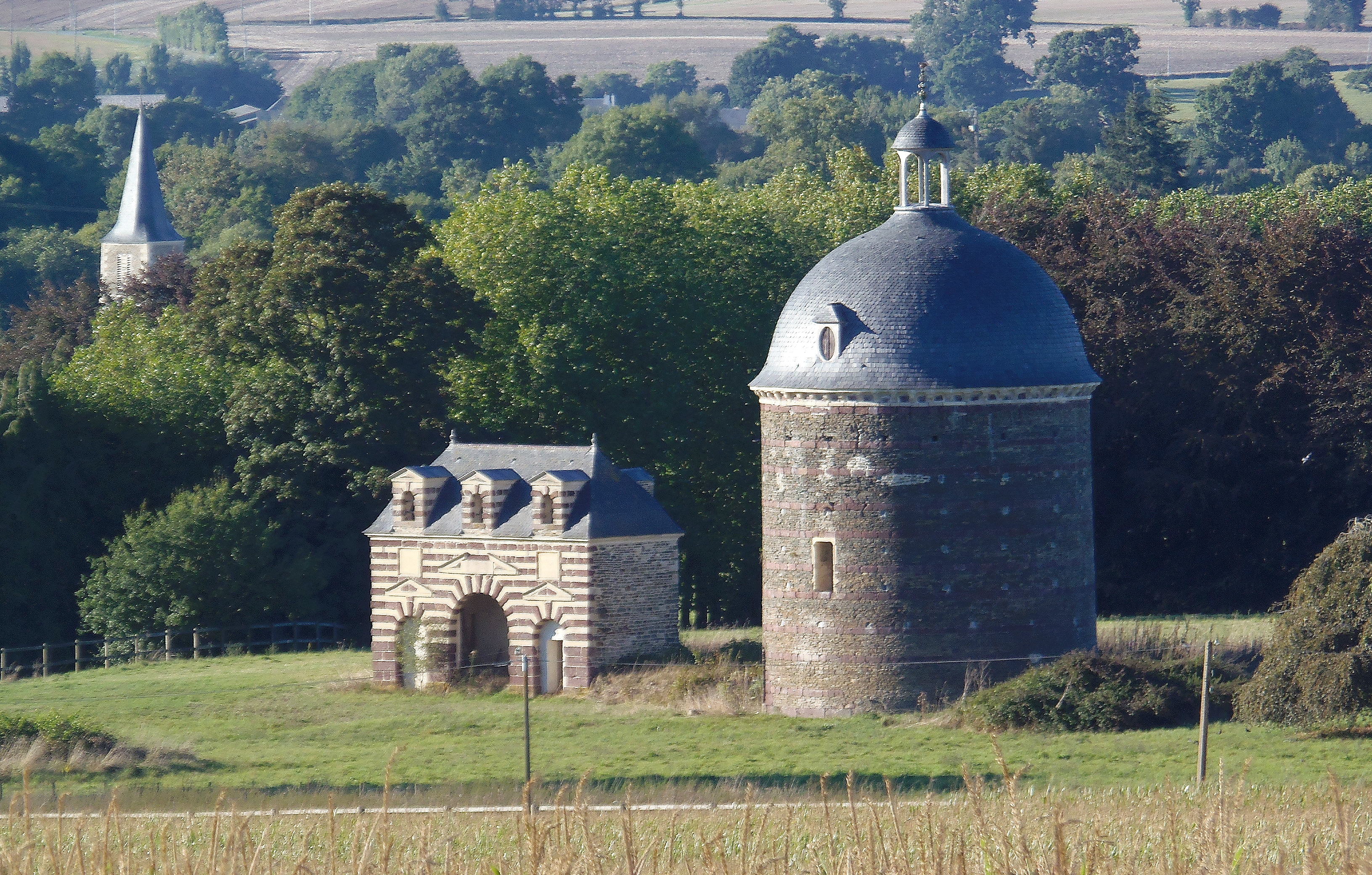
Vue générale de la porterie et du colombier.
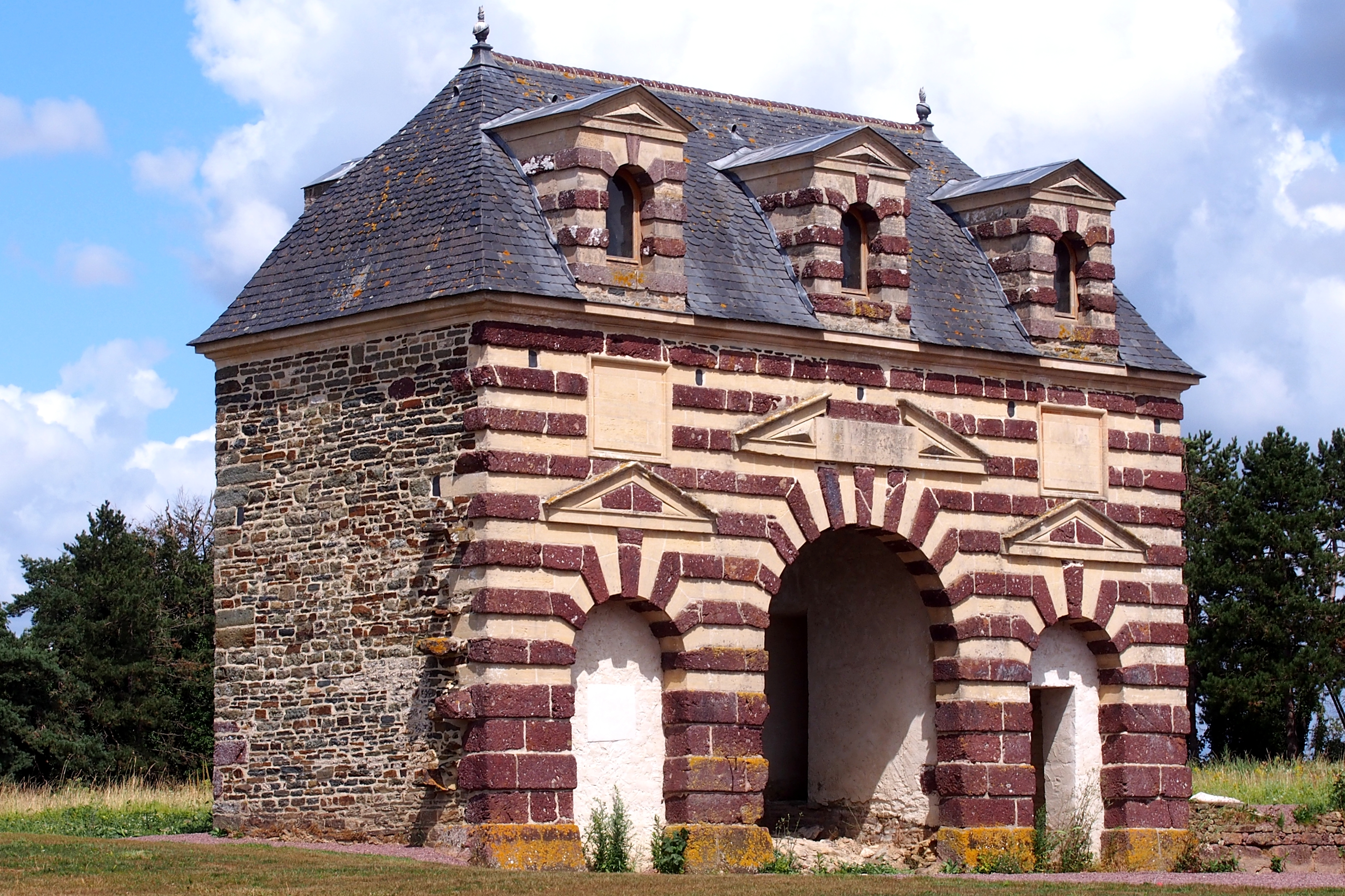
La porterie.
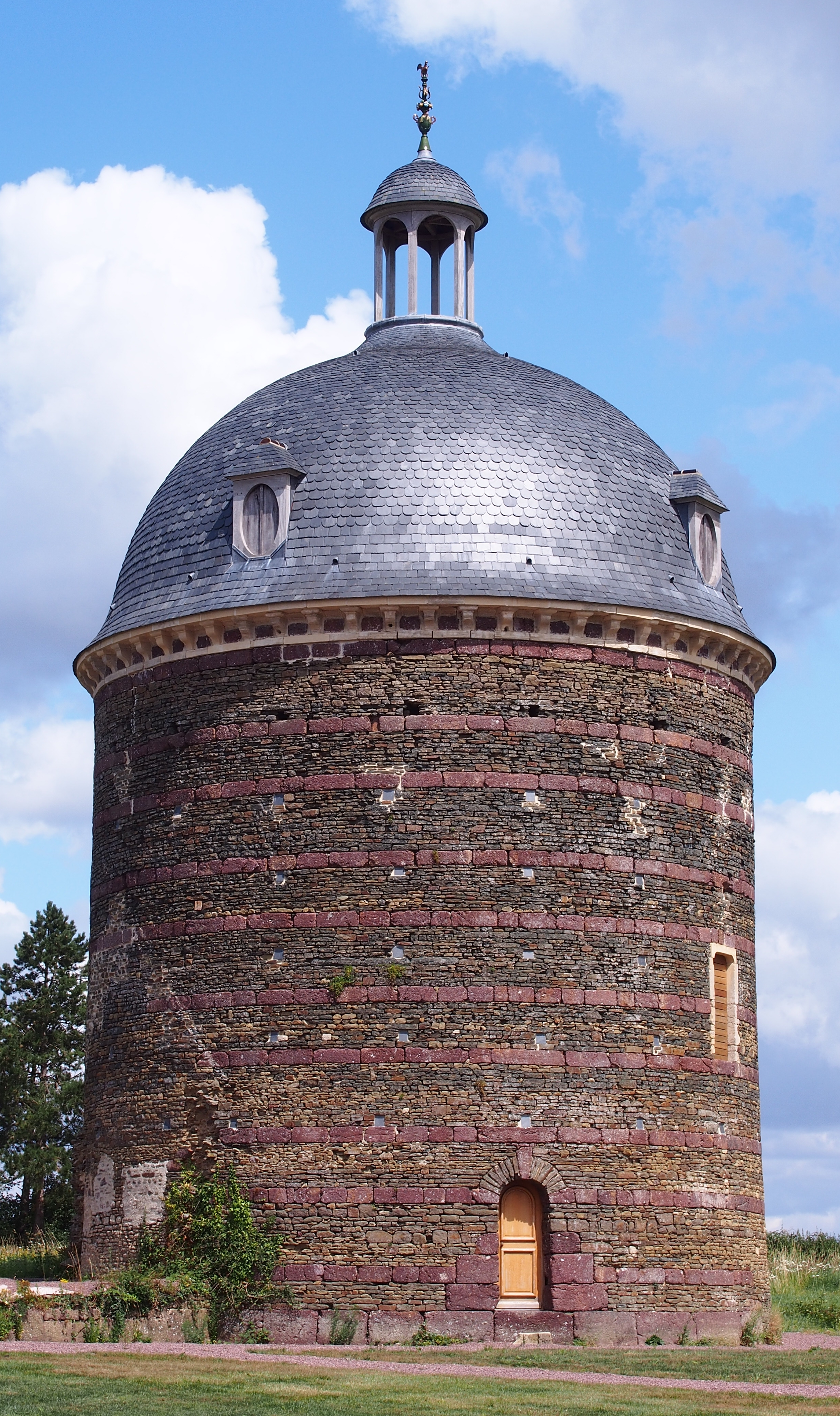
Le colombier.

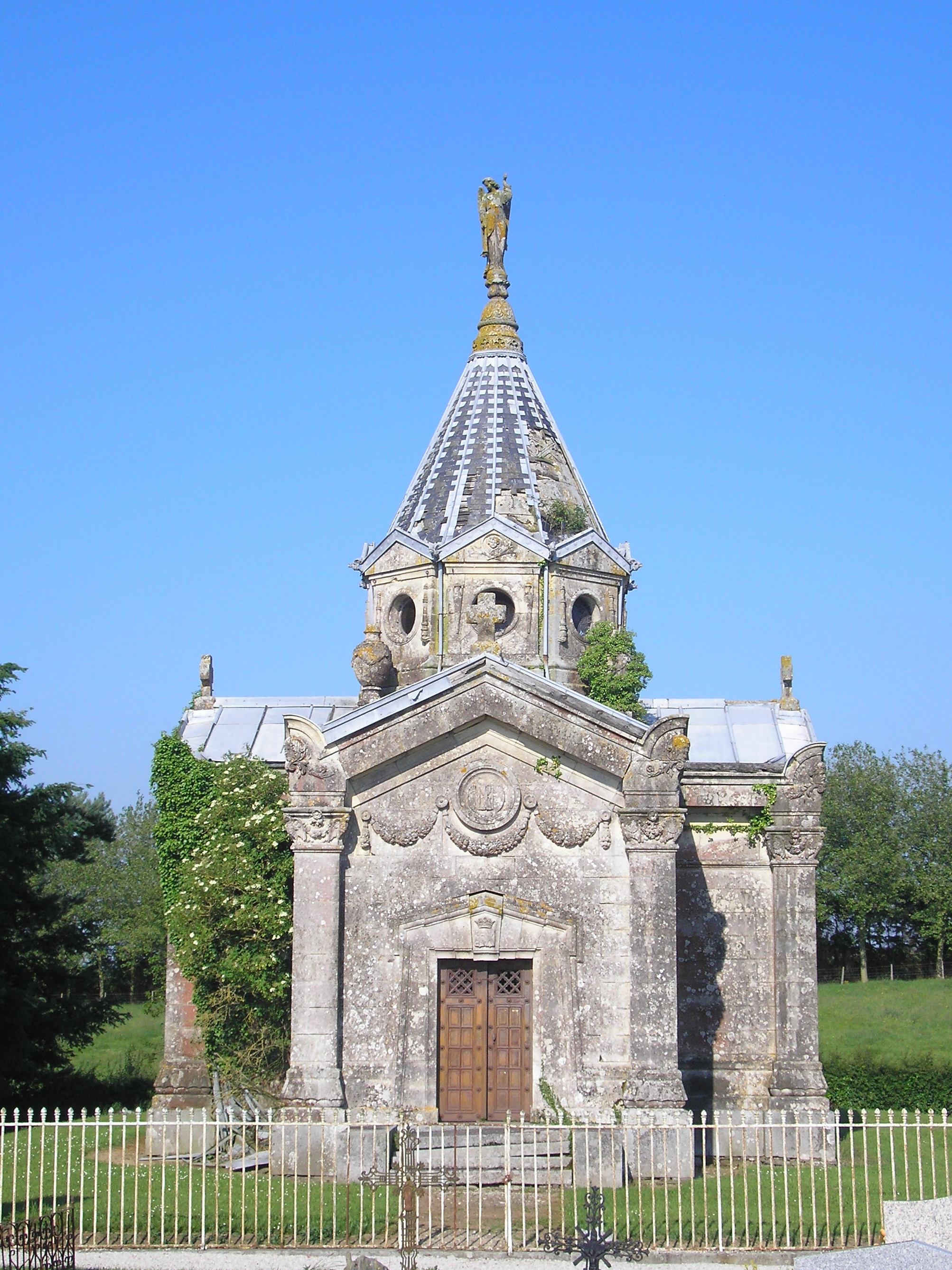
La chapelle funéraire de la Marquise, à Dampierre.

- La Chapelle funéraire de la Marquise de Dampierre  Inscrite MH (2010), que Marie-Barbe de Longauney a fait construire vers 1860 et qui est située dans le cimetière de Dampierre. Elle abrite cinq cercueils de la famille de la Marquise de Briges-Longaunay. 
En mauvais état, l'absence de propriétaires connus en empêche la restauration.
Il comprend un portail entouré de colonnes, surmonté d’un lanternon qui est dominé par une statue de l’Archange Saint-Michel. La coupole à pendentifs, entourée de six petits vitraux, domine le maître autel,.

- L'église Saint-Pierre de Dampierre (XVIe et XIXe siècles) à clocher-porche, remaniée au XIXe siècle, elle a conservé la chapelle élevée par les Longaunay au XVIe siècle. Elle abrite le tombeau avec gisants de Nicolas de Silly et de sa femme, classé au titre objet aux monument historique en 1908. Est également conservé, encastré dans le sol, le tombeau en granit de Georges d'Anecy, ancien curé de la paroisse.
C'est au XVIe siècle que les Longaunay font construire dans l'église paroissiale une chapelle seigneuriale, semblable à celle qu'ils ont fait édifier, en 1339, dans l'église de Nonant, sur laquelle est implanté le fief de Damigny. La chapelle conserve le tombeau (XVIe siècle) de Jean de Silly, surmonté de son gisant, et le tombeau contenant les corps d'Hervé IV de Longaunay et de son épouse Catherine de Sureau. Ce dernier est surmonté du gisant de Marie de Dampierre. Sous la chapelle, un caveau abrite les sarcophages de différents membres de la famille Longaunay. Seule la stèle d'Antoine, mort en 1697, est sculptée.

L’église Saint-Pierre de Dampierre
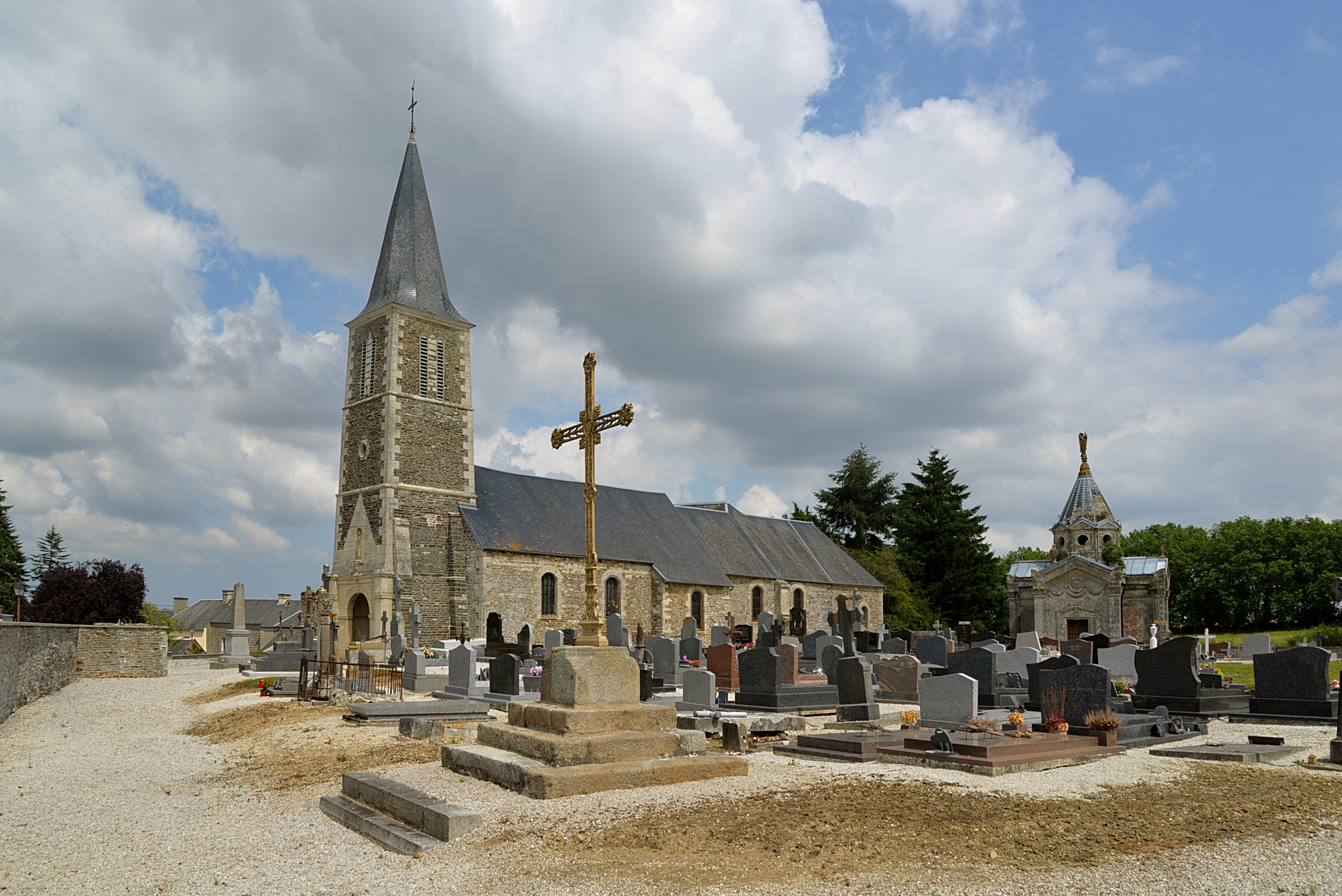
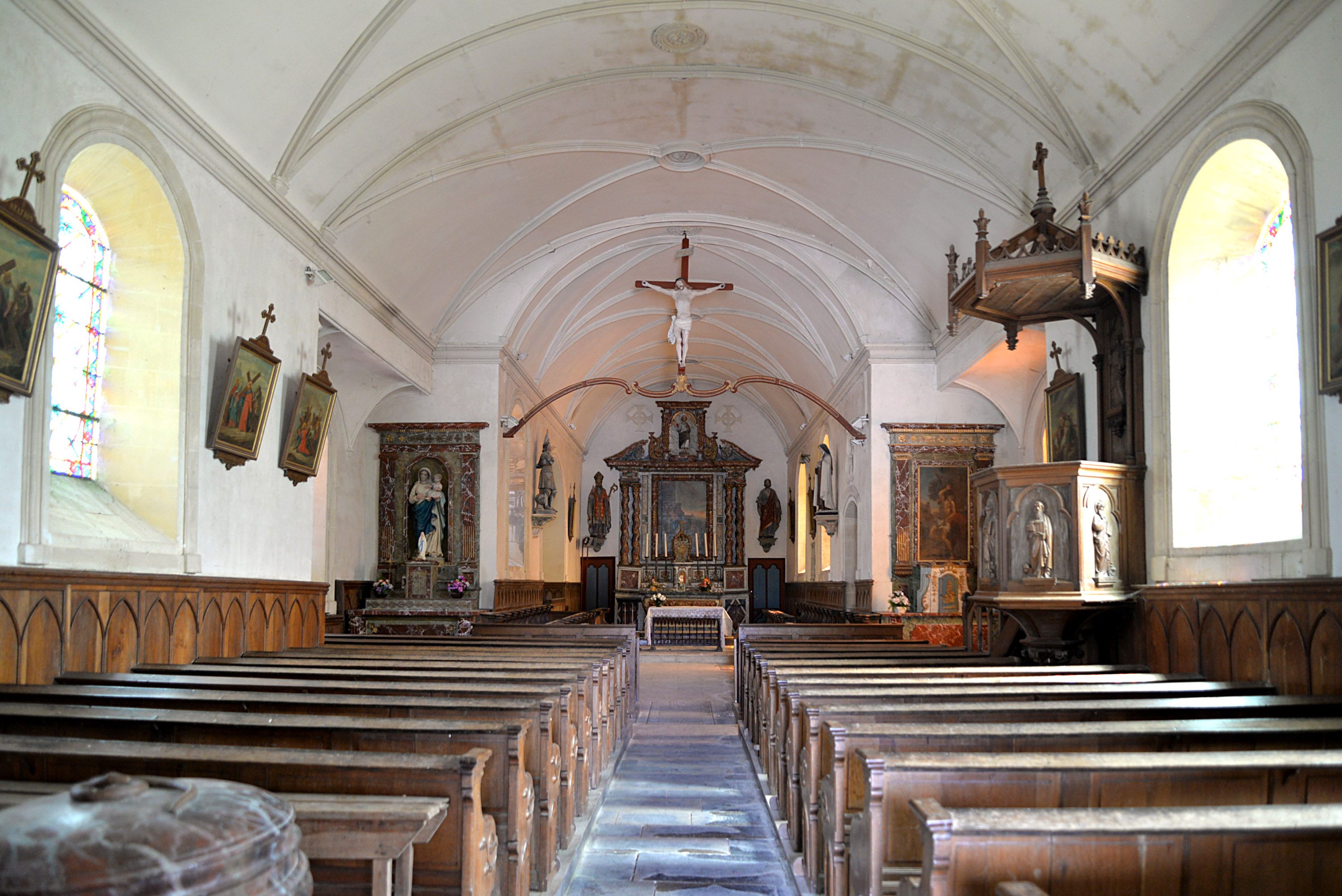
La nef.
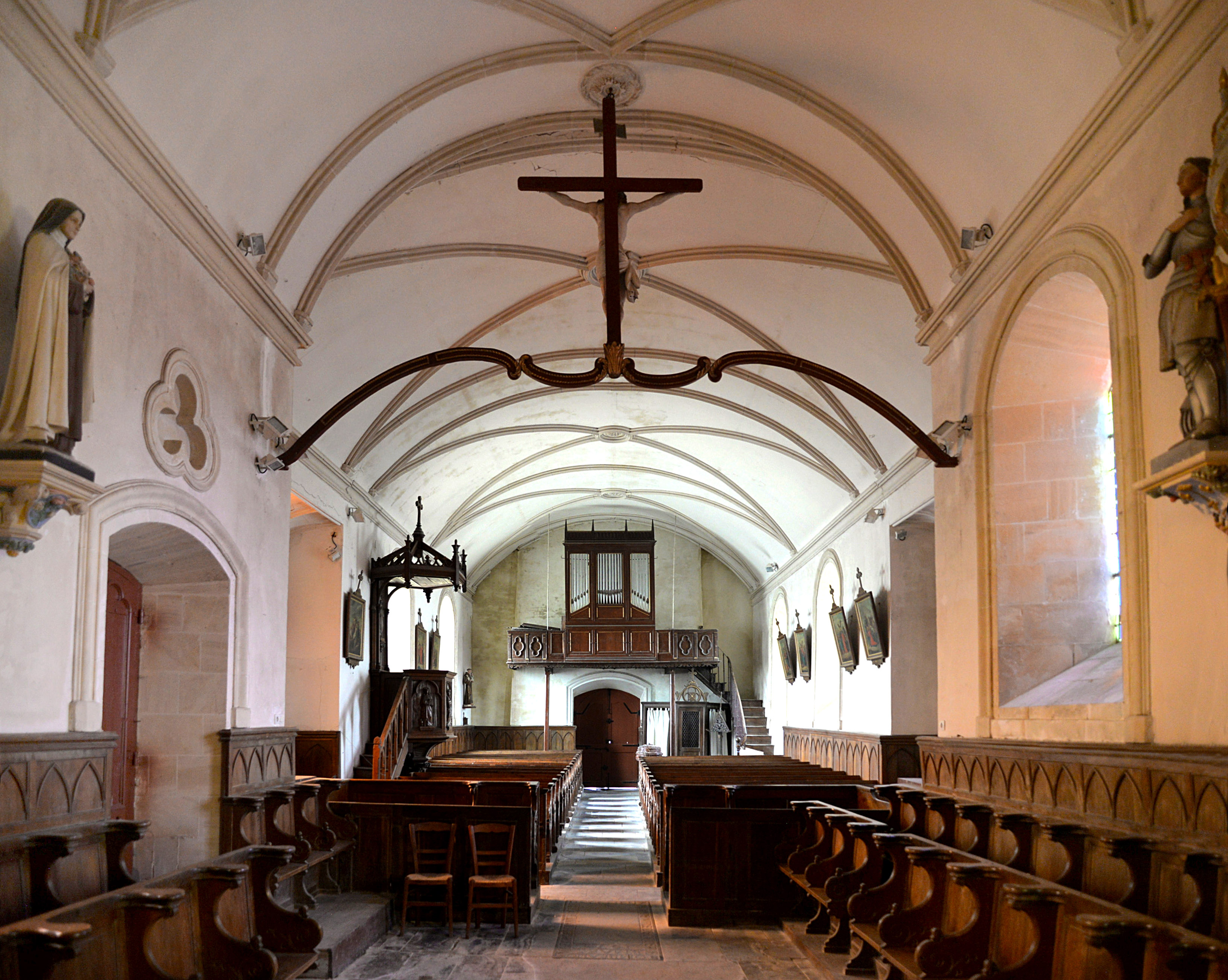
La nef depuis le chœur.
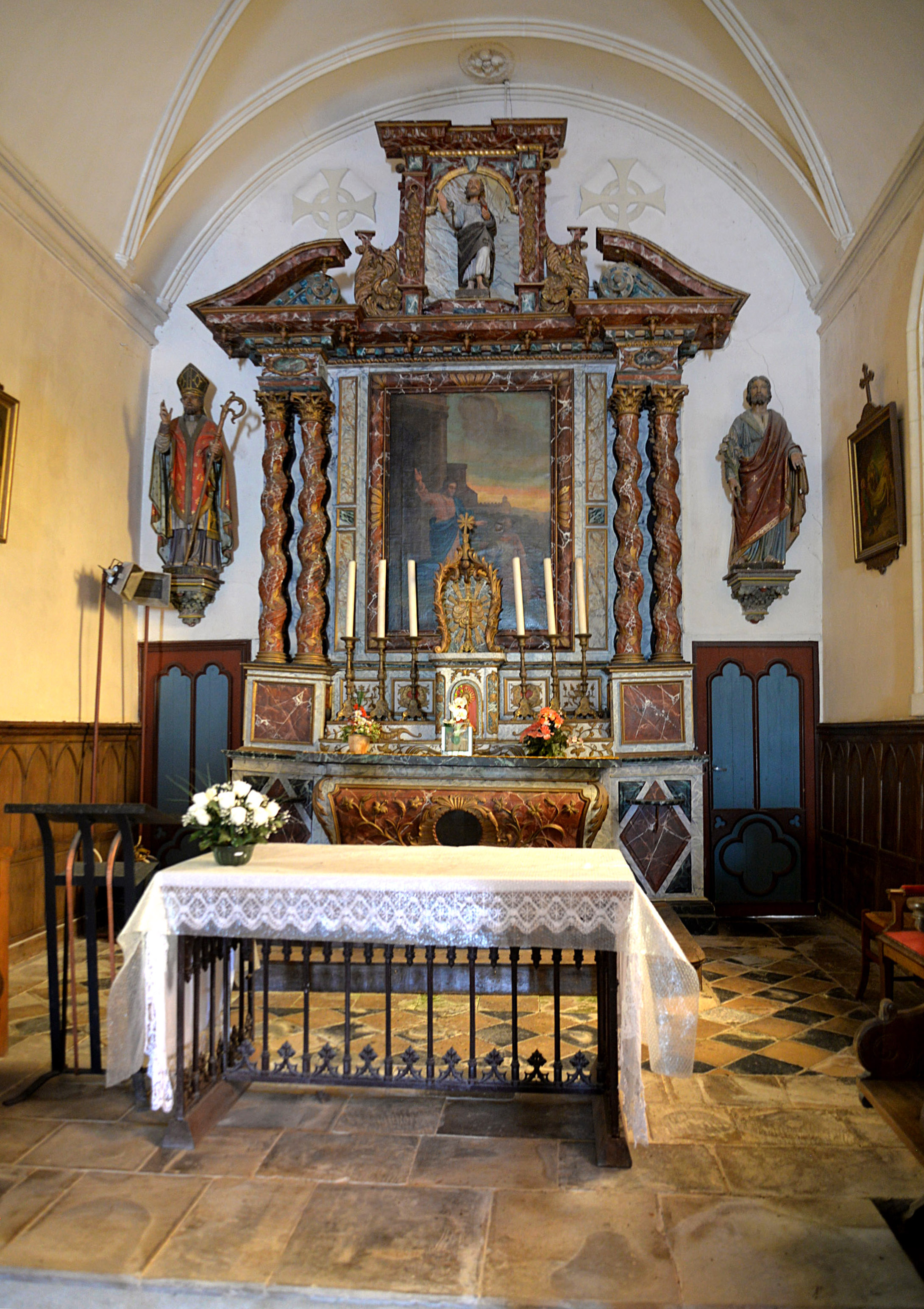
Le maître-retable.
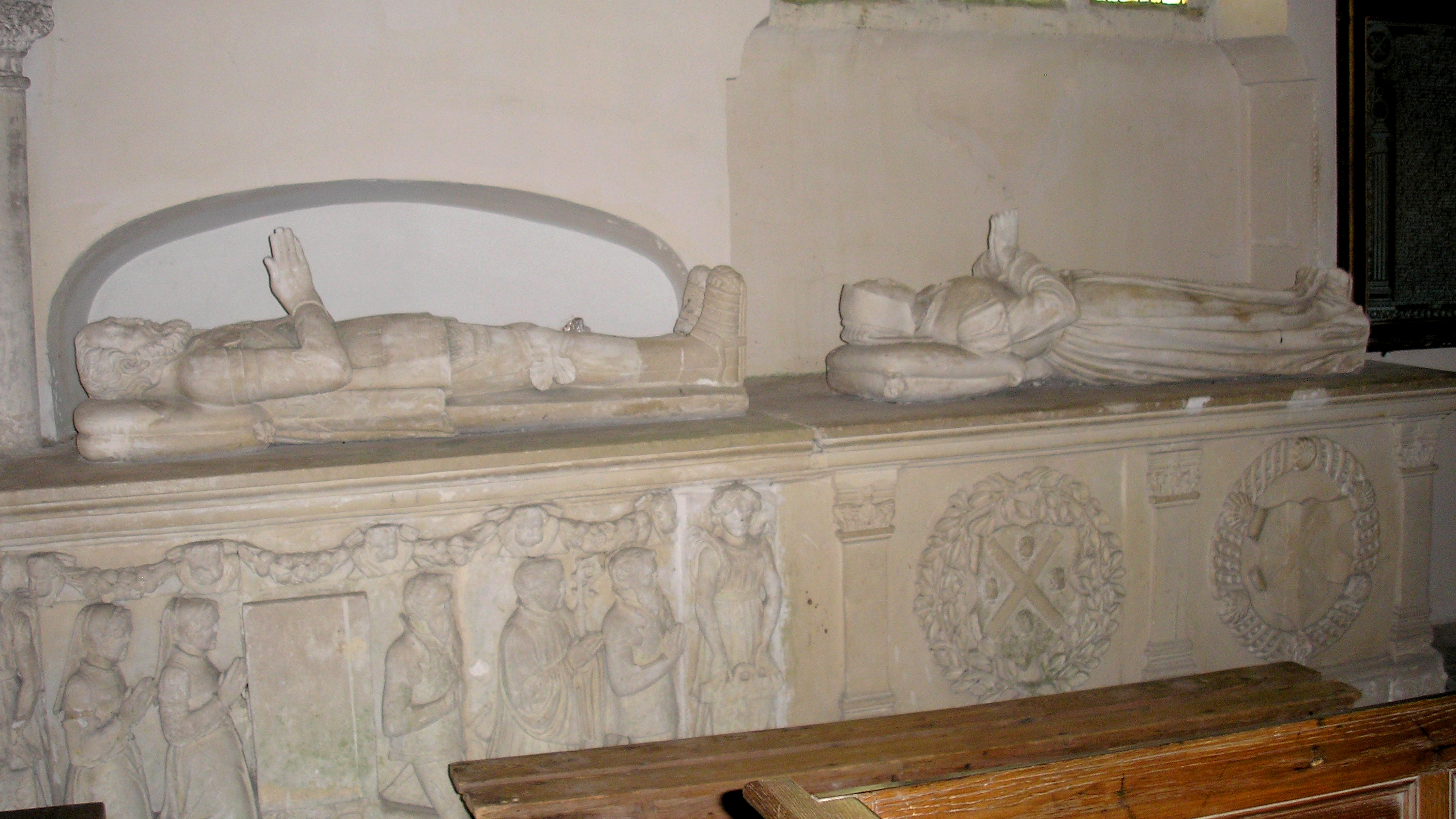
Les gisants de Nicolas de Silly et de Marie de Dampierre.
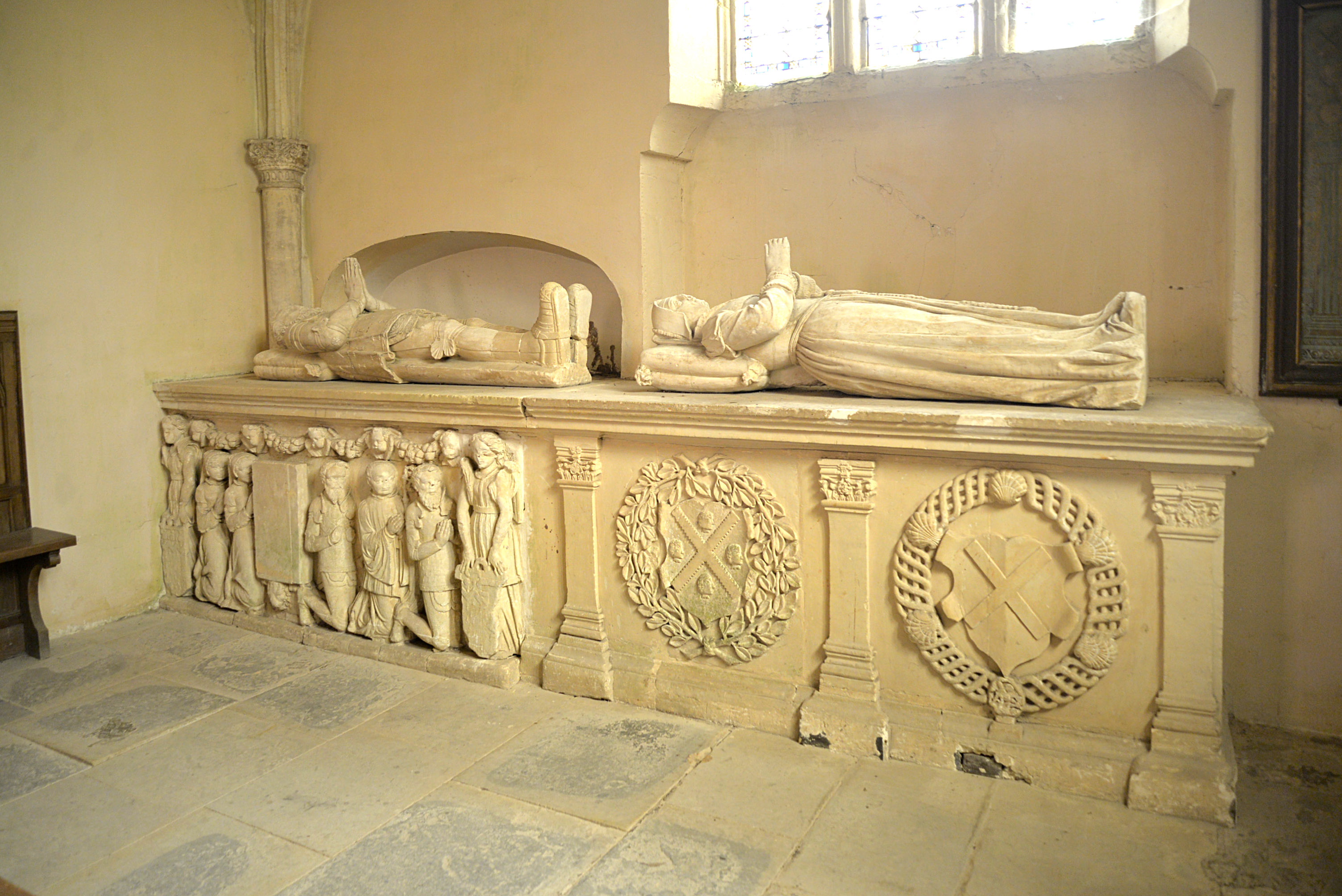
Les gisants de Nicolas de Silly et de Marie de Dampierre.

- À Sept-Vents : 
  - Ancien prieuré bénédictin de Saint-Laurent, qui relevait de l'abbaye Saint-Étienne de Caen[49]. 
Il abrite un retable orné de quatre statues du XVIe siècle (Vierge à l'Enfant, saint Vincent, sainte Radegonde et saint Laurent), et une autre statue de saint Laurent, restaurées en 2023[50]. Toutes ces œuvres, du XVIIe siècle, sont classées au titre objet aux monuments historiques[51].
  - Église Notre-Dame, du début du XIXe siècle.
  - Ancien manoir d'Orval.

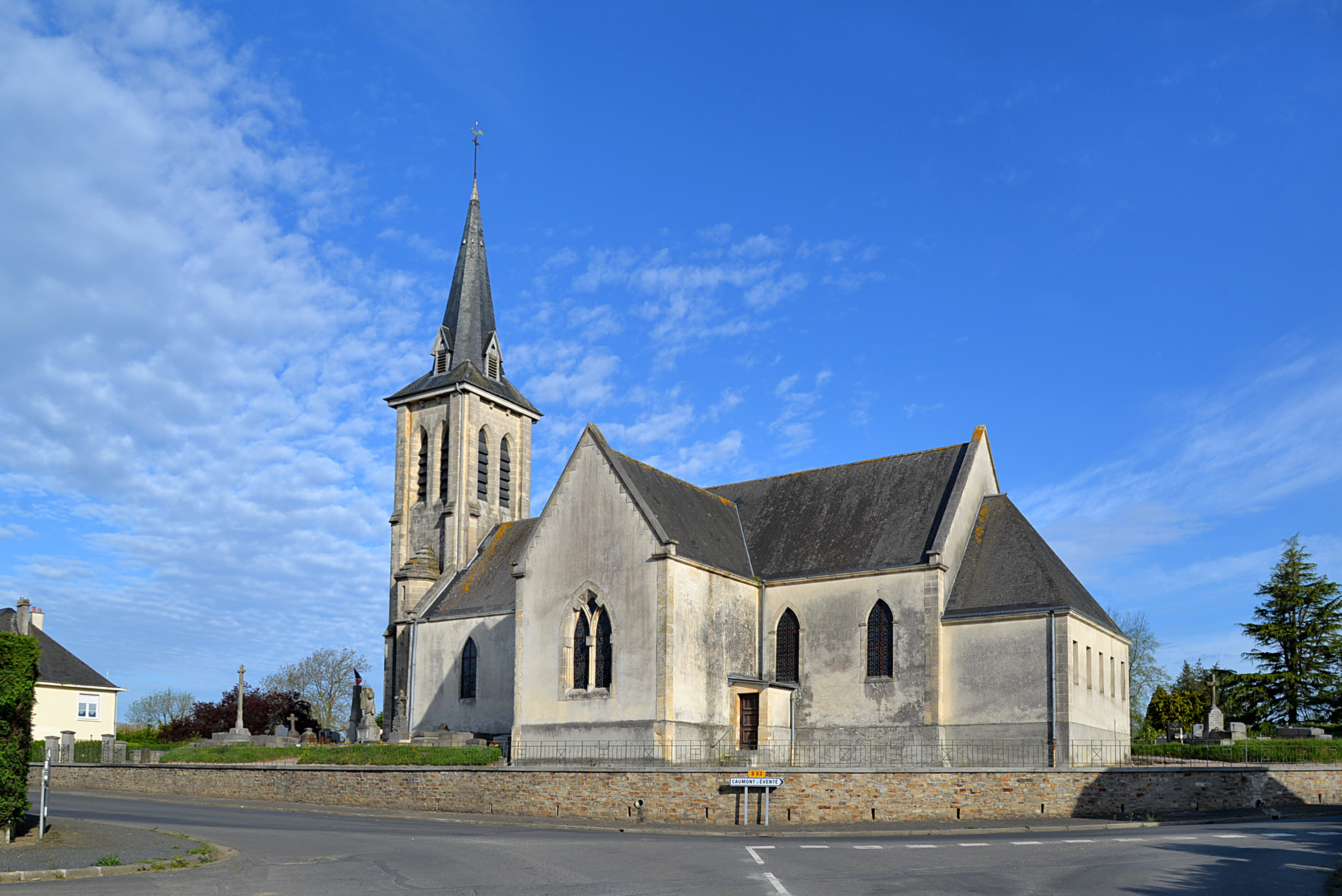
L’église Notre-Dame.
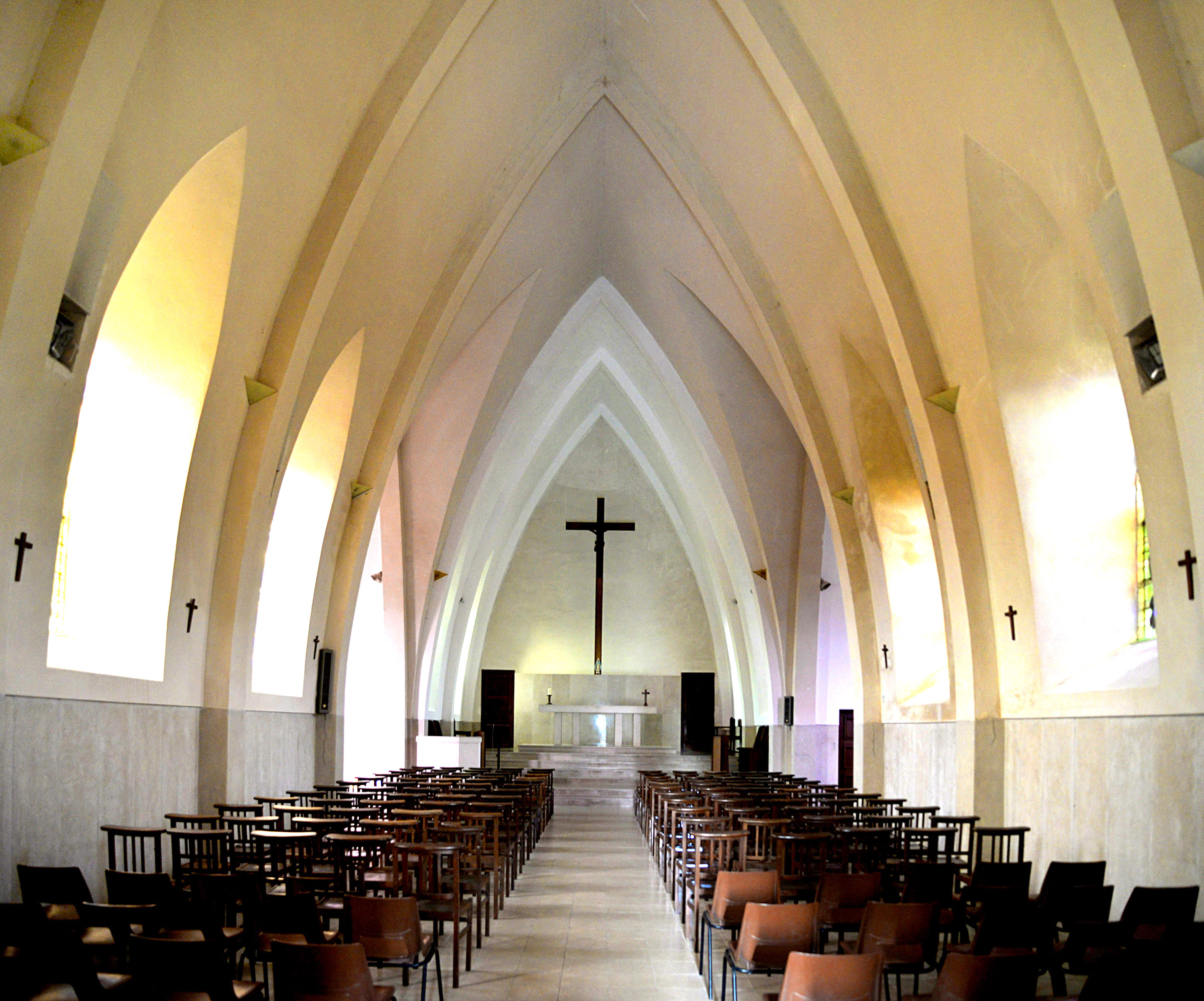
La nef de l’église Notre-Dame.
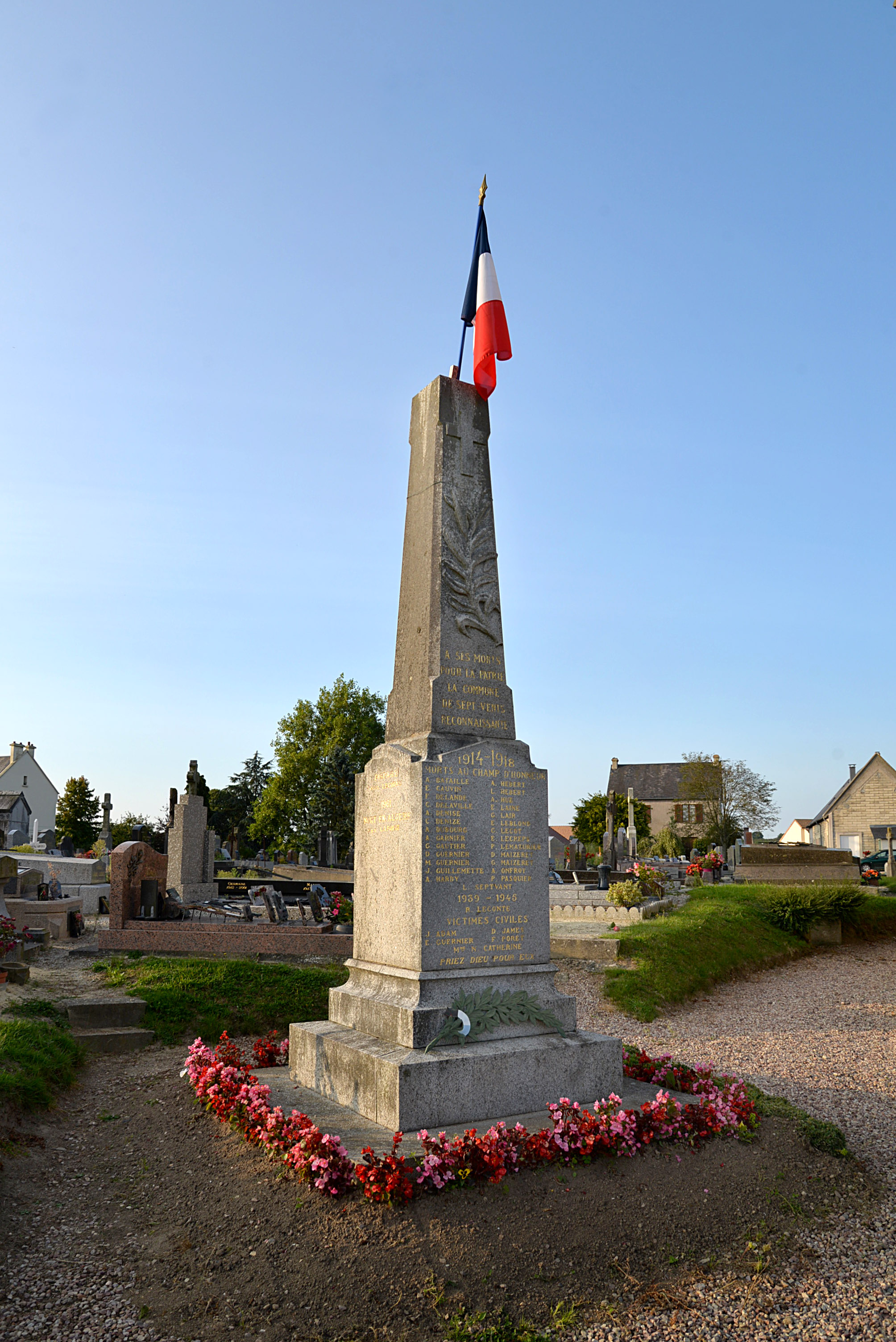
Le monument aux morts.

- À La Lande-sur-Drôme : 

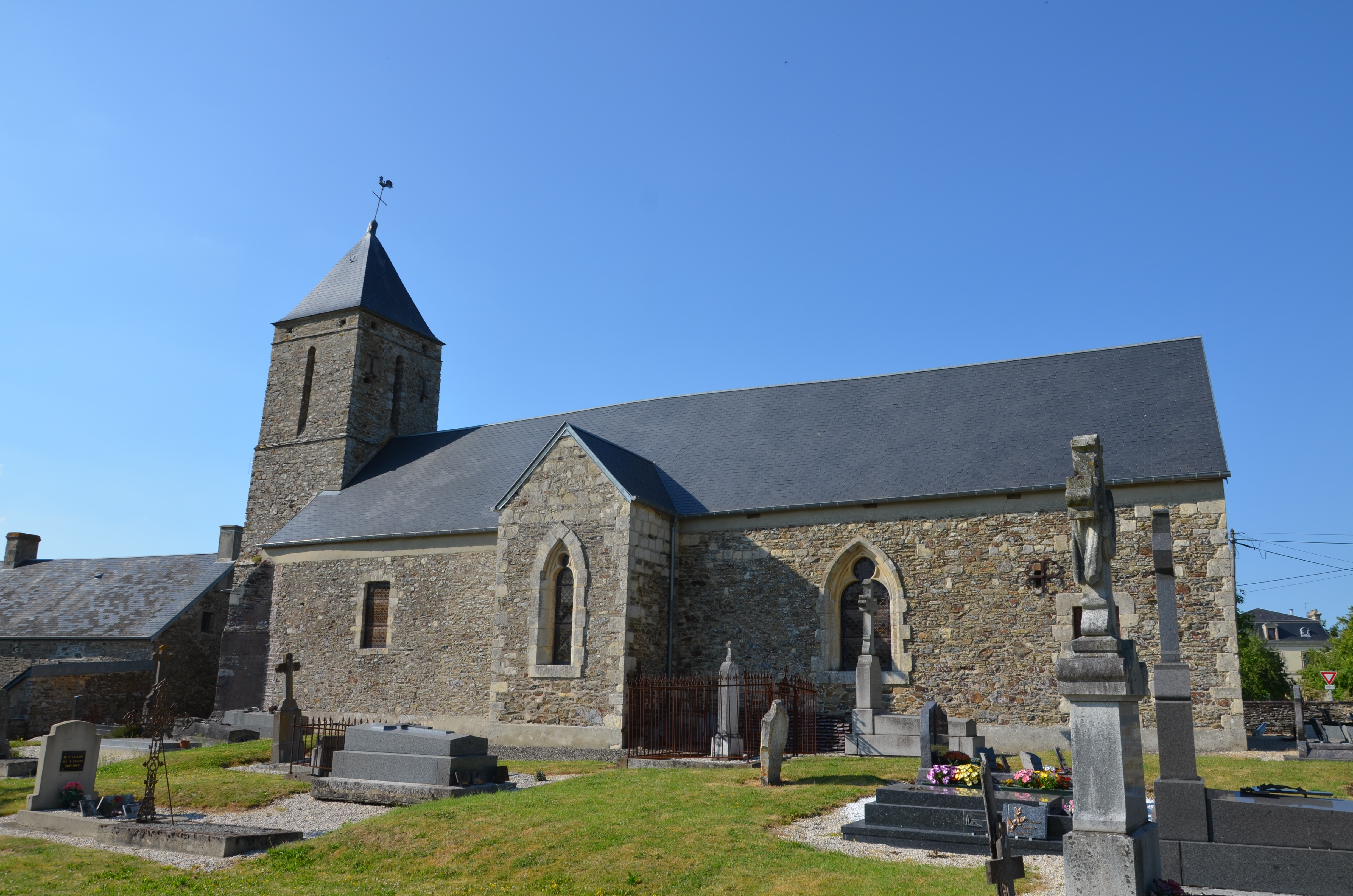
L'église Saint-Sauveur-et-Saint-Gorgon.

  - Église Saint-Sauveur-et-Saint-Gorgon.
  - Ancien pont en pierres de Creully[52].

- À Saint-Jean-des-Essartiers : 
  - Église Saint-Jean (Moyen Âge et Reconstruction après la Seconde Guerre mondiale).
  - Château de Brécy (XVIIIe siècle).

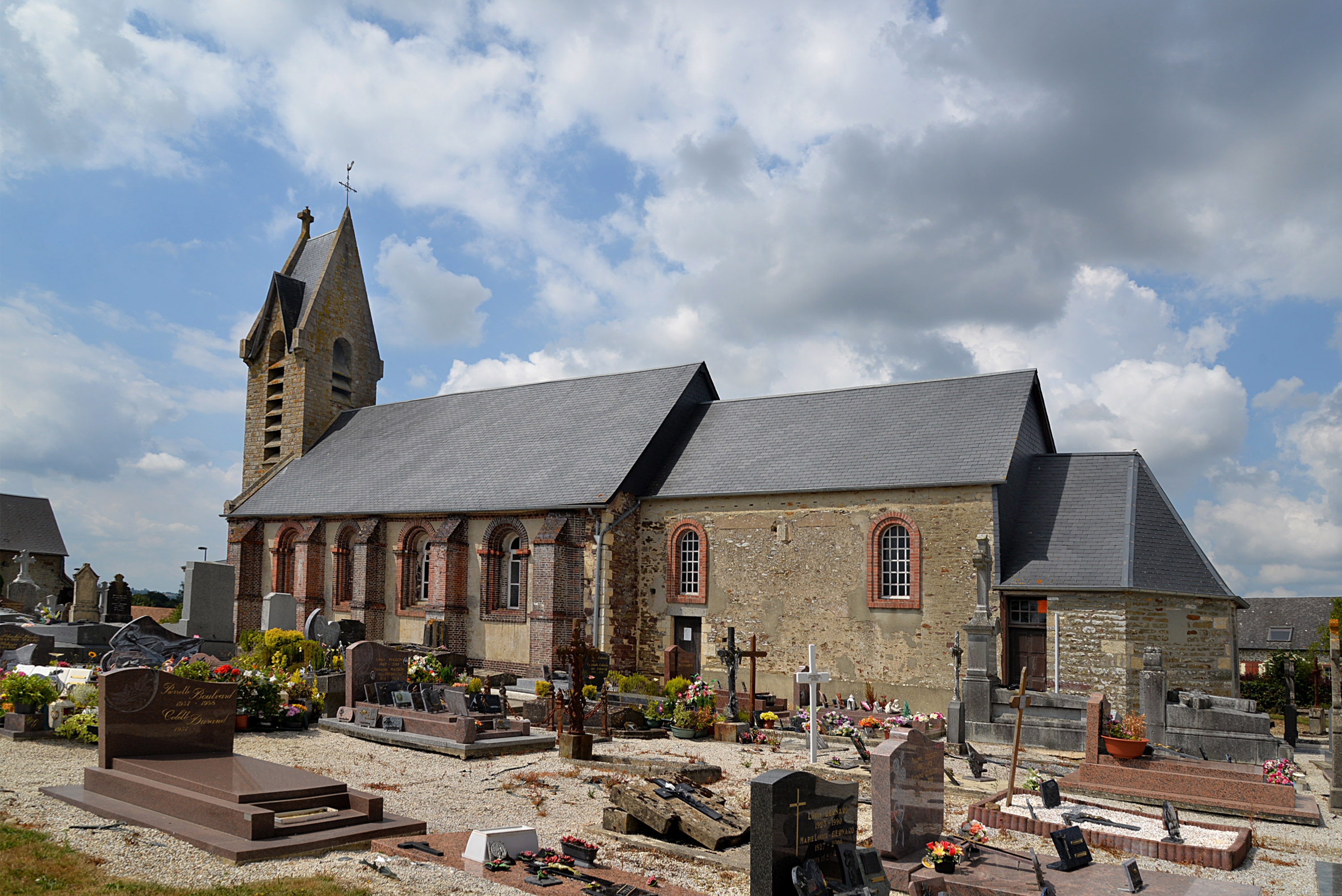
L'église Saint-Jean.
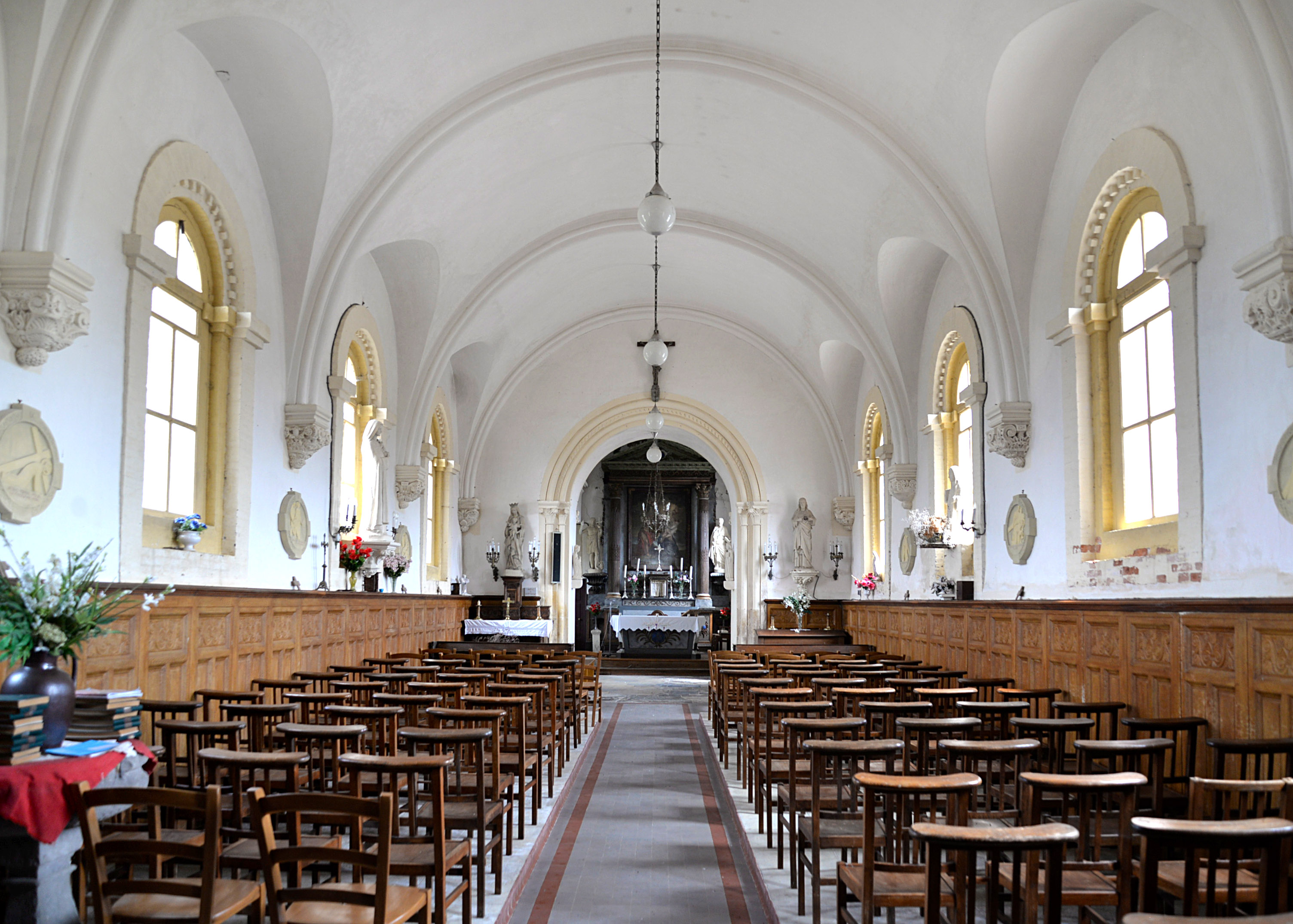
La nef de l'église Saint-Jean.
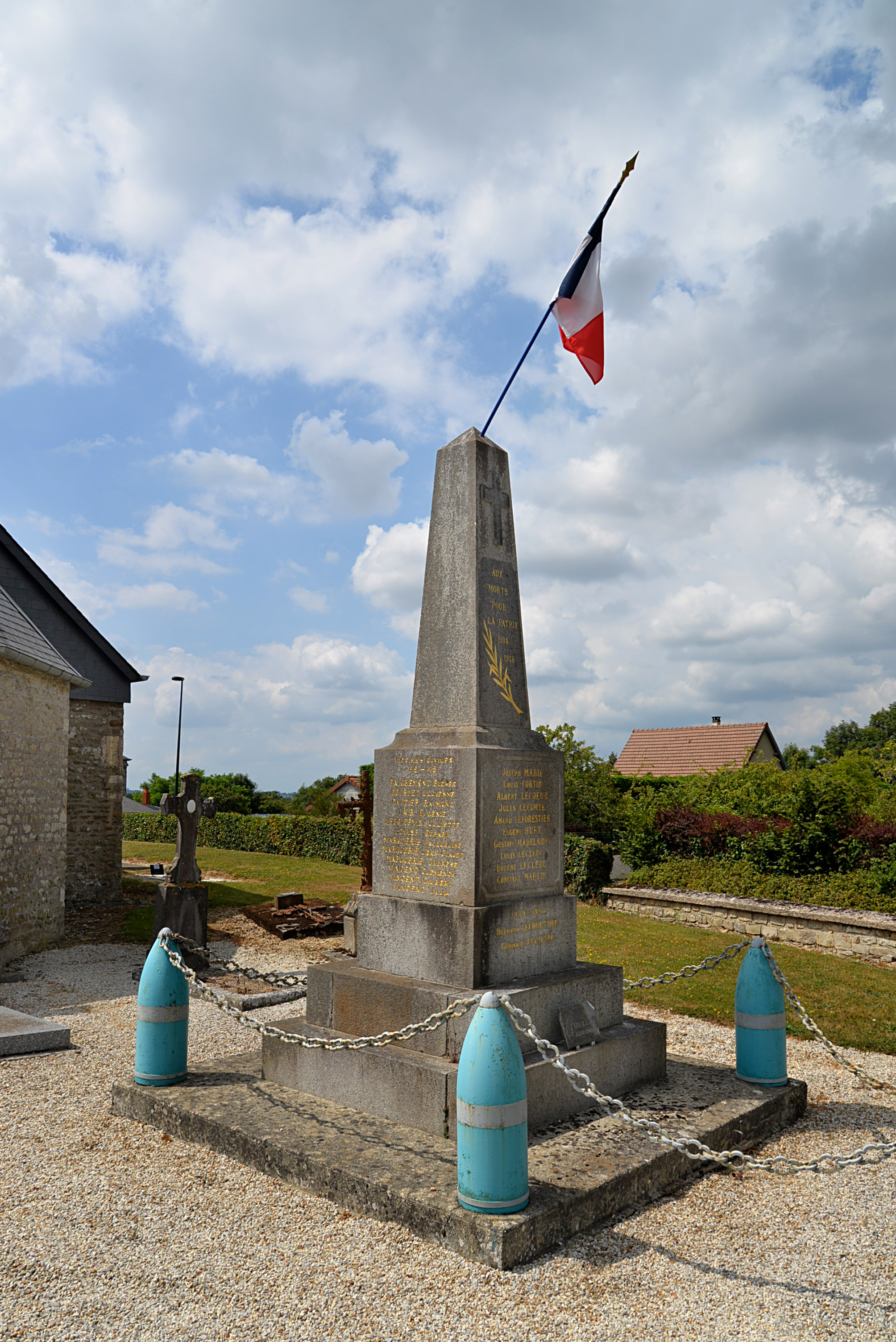
Le monument aux morts.
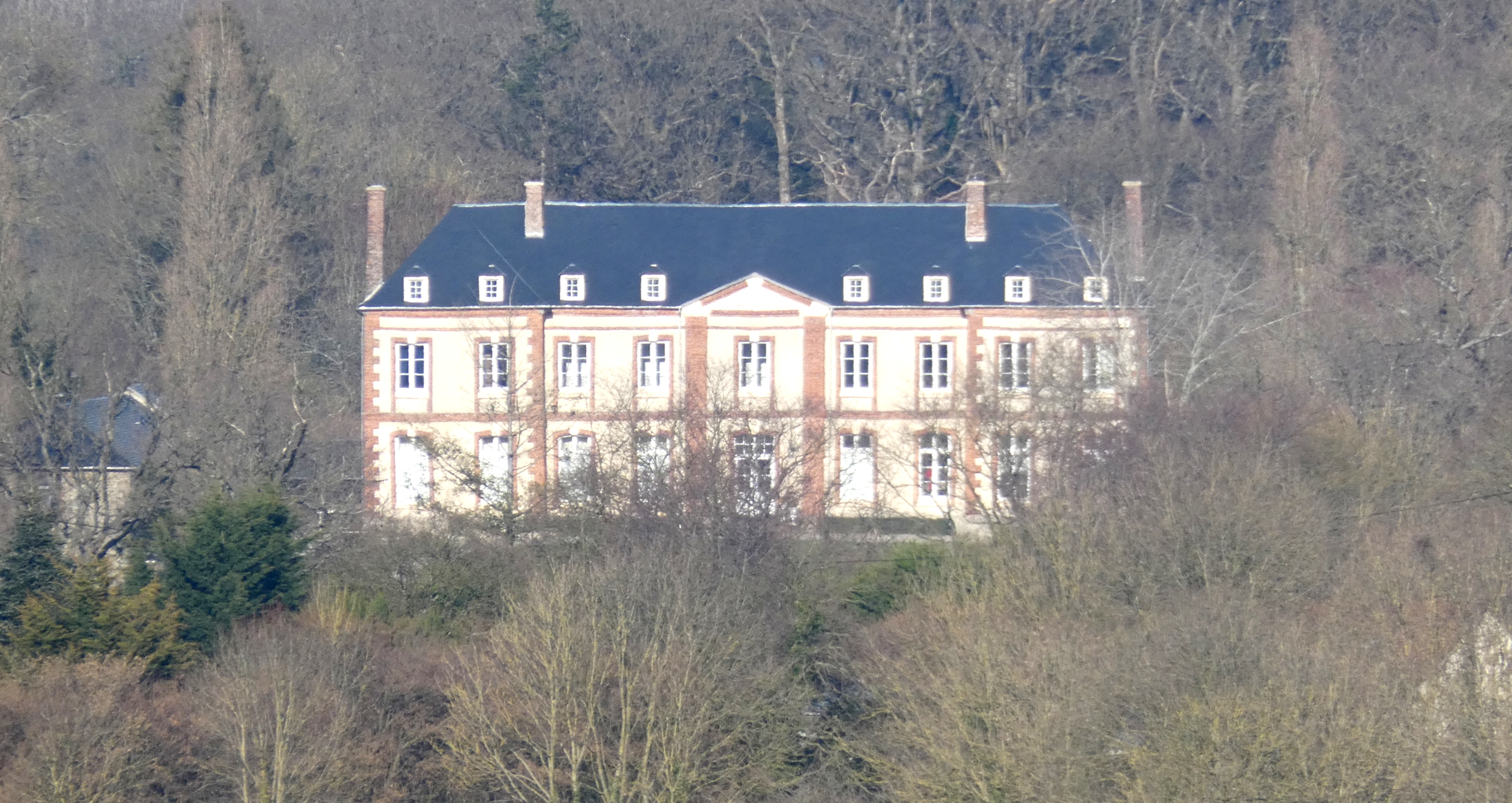
Le château de Brécy.

### Personnalités liées à la commune
Il convient de se reporter aux articles consacrés aux anciennes communes fusionnées.